# Regierung Atta-Mills

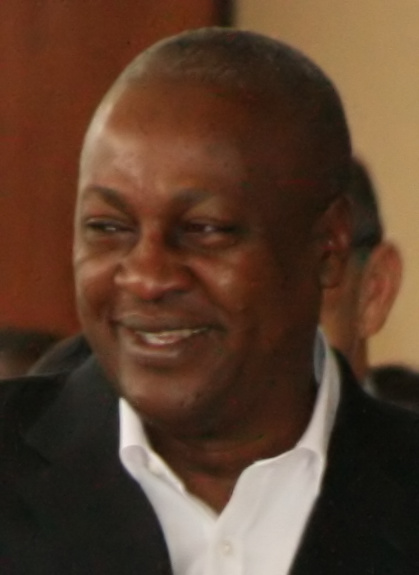
Vizepräsident John Dramani Mahama

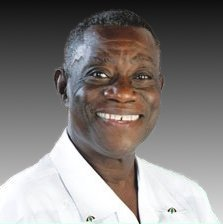
Präsident John Evans Atta-Mills

Mit dem Begriff Regierung Atta-Mills wird die Fünfte Regierung der Vierten Republik Ghana bezeichnet, die am 7. Januar 2009 unter der Führung von Präsident John Evans Atta-Mills im westafrikanischen Staat Ghana gebildet wurde. Präsident Atta-Mills starb am 24. Juli 2012, Vizepräsident John Dramani Mahama wurde noch am selben Tag als Nachfolger vereidigt.

## Fünfte Regierung der Vierten Republik Ghanas

### Minister (2009 bis 2012)
| Ministeramt                                                           | offizielle Amtsbezeichnung                           | Minister |
| --------------------------------------------------------------------- | ---------------------------------------------------- | --- |
| Präsident                                                             | President                                            | John Atta-Mills († 24. Juli 2012) |
| Vizepräsident                                                         | Vice President                                       | John Dramani Mahama |
| Kabinett-Minister (Cabinet Ministers)                                 |                                                      | |
| Minister für Äußeres und regionale Integration                        | Minister of Foreign Affairs and Regional Integration | Muhammad Mumuni |
| Minister für Inneres                                                  | Minister of Interior                                 | Cletus Avoka (Januar 2009–Januar 2010) Martin Amidu (Januar 2010–Januar 2011) Benjamin Kunbuor (seit Januar 2011)                                                              |
| Minister für Finanzen und wirtschaftliche Planung                     | Minister of Finance and Economic Planning            | Kwabena Duffour |
| Minister für Verteidigung                                             | Minister for Defence                                 | Joseph Henry Smith |
| Attorney General und Minister für Justiz                              | Attorney General and Minister of Justice             | Betty Mould-Iddrisu (Januar 2009–Januar 2011) Martin Amidu (seit Januar 2011)                                                                                                  |
| Minister für Handel und Industrie                                     | Minister for Trade and Industry                      | Hanna Tetteh |
| Minister für Ernährung und Landwirtschaft                             | Minister for Food and Agriculture                    | Kwesi Ahwoi |
| Minister für Bodennutzung und natürliche Ressourcen                   | Minister for Lands and Natural Resources             | Collins Dauda (Januar 2009–Januar 2011) Mike Allen Hammah (seit Januar 2011)                                                                                                   |
| Minister für Energie                                                  | Minister for Energy                                  | Joe Oteng-Adjei |
| Minister für Verkehr                                                  | Minister for Transport                               | Mike Allen Hammah (Januar 2009–Januar 2011) Collins Dauda (seit Januar 2011)                                                                                                   |
| Minister für Straßen und Autobahnen                                   | Minister for Roads and Highways                      | Joe Kwashie Gidisu |
| Minister für Bildung                                                  | Minister of Education                                | Alex Tettey-Enyo (Januar 2009–Januar 2011) Betty Mould-Iddrisu (seit Januar 2011)                                                                                              |
| Minister für Umweltschutz, Wissenschaft und Technologie               | Minister for Environment, Science and Technology     | Shirley Ayitey |
| Minister für Beschäftigung und staatliche Sozialleistung              | Minister for Employment and Social Welfare           | Stephen Kwoe Amoanor (Januar 2009–Januar 2010) Enoch Teye Mensah (seit Januar 2010)                                                                                            |
| Minister für lokale Verwaltung und ländliche Entwicklung              | Minister for Local Government and Rural Development  | Joseph Yieleh-Chireh (Januar 2009–Januar 2011) Samuel Ofosu-Ampofo (seit Januar 2011)                                                                                          |
| Minister für Wasserressourcen, öffentliche Arbeiten und Wohnungswesen | Minister for Water Resources, Works and Housing      | Albert Abongo (Januar 2009–Januar 2010) Alban K. S. Bagbin (seit Januar 2010)                                                                                                  |
| Minister für Frauen und Kinderangelegenheiten                         | Minister for Women and Childrn's Affairs             | Akua Sena Dansua (Januar 2009–Januar 2010) Juliana Jocelyn Azumah-Mensah (seit Januar 2010)                                                                                    |
| Minister für Kommunikation                                            | Minister for Communications                          | Haruna Iddrisu |
| Minister für Gesundheit                                               | Minister for Health                                  | George Sipa-Adjah Yankey (Januar 2009–Oktober 2009) Benjamin Kunbour (Oktober 2009–Januar 2011) Joseph Yieleh-Chireh (seit Januar 2011)                                        |
| Nicht-Kabinett-Minister (Non-Cabinet Ministers)                       |                                                      | |
| Minister für Tourismus                                                | Minister for Tourism                                 | Juliana Azumah-Mensah (Januar 2009–Januar 2010) Zita Okaikoi (Januar 2010–Januar 2011) Akua Dansua (seit Januar 2011)                                                          |
| Minister für Information                                              | Minister for Information                             | Zita Okaikoi (Januar 2009–Januar 2010) John Tia Akologu (seit Januar 2010) |
| Minister für Jugend und Sport                                         | Minister for Youth and Sports                        | Muntaka Mohammed Mubarak (Januar 2009–Juni 2009) Abdul-Rashid Pelpuo (Juni 2009–Januar 2010) Akua Sena Dansua (Januar 2010–Januar 2011) Clement Kofi Humado (seit Januar 2011) |
| Minister für Häuptlingsangelegenheiten und Kultur                     | Minister for Culture and Chieftaincy                 | Alexander Asum-Ahensah |
| Staatsminister (Ministers of State)                                   |                                                      | |
| Staatsminister der Präsidentschaft                                    | Minister of State at the Presidency                  | Azong Alhassan Rafatu Halutie A. Dubie Amandu Seidu (Januar 2009–Oktober 2009) Stephen Amoanor Kwao (seit Januar 2010)                                                         |

### Regionalminister

Karte der Regionen Ghanas bis 2018

| Region               | Minister                                                                              |
| -------------------- | ------------------------------------------------------------------------------------- |
| Ashanti Region       | Kofi Opoku-Manu                                                                       |
| Brong Ahafo Region   | Kwadwo Nyamekye-Marfo                                                                 |
| Central Region       | Ama Benyiwa-Doe                                                                       |
| Eastern Region       | Kwame Ofosu-Ampofo (Januar 2009–Januar 2011) Kwasi Akyem Apea-Kubi (seit Januar 2011) |
| Greater Accra Region | Nii Armah Ashitey                                                                     |
| Northern Region      | Steven Sumani Nanyina (Januar 2009–Januar 2010) Moses Magbenba (seit Januar 2010)     |
| Upper East Region    | Mark Woyongo                                                                          |
| Upper West Region    | Mahmud Khalid (Januar 2009–Mai 2010) Issaku Saliah (seit Mai 2010)                    |
| Volta Region         | Joseph Amenowode                                                                      |
| Western Region       | Paul Evans Aidoo                                                                      |